# گوتیتوم گبرسلاسه
گوتیتوم گبرسلاسه (زاده ۱۵ ژانویه 1995) یک دونده دوی استقامت زنان از کشور اتیوپی است. او مدال طلای ماراتن مسابقات جهانی دو و میدانی ۲۰۲۲ را به دست آورد. در سال ۲۰۲۱، در اولین حضور خود در رقابت‌های ماراتن، گبرسلاسه در مسابقه زنان در ماراتن برلین، در آلمان، به قهرمانی دست یافت.
او در ماراتن تأخیری ۲۰۲۱ توکیو شرکت کرد و با زمان ۲:۱۸:۱۸ سوم شد. او همچنین در ماراتن شهر نیویورک ۲۰۲۲ به مقام سوم رسید.

## فعالیت حرفه‌ای
گوتیتوم گبرسلاسه ۱۶ ساله در مسابقات دو و میدانی قهرمانی جوانان جهان در سال ۲۰۱۱ که در لیل متروپول فرانسه برگزار می‌شد، در ماده ۳۰۰۰ متر دختران مدال طلای این رقابت‌ها را به دست آورد.
یک سال بعد، او مدال برنز ماده ۵۰۰۰ متر زنان را در مسابقات قهرمانی آفریقا در دو و میدانی ۲۰۱۲ در شهر پورتو نوو، در بنین، به دست آورد.
در سال ۲۰۱۳، گوتیتوم گبرسلاسه در مسابقات قهرمانی جهانی کراس کانتری (صحرانوردی) که در شهر بیدگوشچ، در لهستان، برگزار می‌شد، در مسابقه نوجوان زنان شرکت کرد.
او در سال ۲۰۱۵ میلادی نیز در بازی‌های آفریقایی در برازاویل، جمهوری کنگو در ماده ۵۰۰۰ متر زنان به مقام چهارم دست یافت.

## دستاوردها

### مسابقات بین‌المللی
| سال                 | مسابقه                            | محل برگزاری                | مقام | رویداد      | زمان          |
| ------------------- | --------------------------------- | -------------------------- | ---- | ----------- | ------------- |
| ۲۰۱۱                | World Youth Championships         | لیل، فرانسه                | 1st  | 3000 m      | 8:56.36 WU18L |
| ۲۰۱۱                | All-Africa Games                  | ماپوتو، موزامبیک           | 6th  | 5000 m      | ۱۵:۴۹٫۹۰      |
| ۲۰۱۲                | African Championships             | پورتو نووو، بنین           | 3rd  | 5000 m      | ۱۵:۵۳٫۳۴      |
| ۲۰۱۳                | World Cross Country Championships | بیدگوشچ، لهستان            | 12th | Junior race | ۱۸:۴۴         |
| ۲۰۱۵                | African Games                     | برازاویل، جمهوری کنگو      | 4th  | 5000 m      | ۱۵:۴۲٫۴۴      |
| ۲۰۲۲                | World Championships               | یوجین، اورگن، ایالات متحده | 1st  | Marathon    | 2:18:11 CR    |
| ۲۰۲۳                | World Championships               | بوداپست                    | 2nd  | Marathon    | ۲:۲۴:۳۴       |
| کلان ماراتن‌های جهان |                                   |                            |      |             |               |
| ۲۰۲۱                | Berlin Marathon                   | برلین، آلمان               | 1st  | Marathon    | ۲:۲۰:۰۹       |
| ۲۰۲۲                | Tokyo Marathon                    | توکیو، ژاپن                | 3rd  | Marathon    | ۲:۱۸:۱۸       |
| ۲۰۲۲                | New York City Marathon            | نیویورک، ایالات متحده      | 3rd  | Marathon    | ۲:۲۳:۳۹       |

### بهترین رکوردهای شخصی
- دو ۵۰۰۰ متر – ۱۴:۵۷٫۳۳ (اوسدان-زولده ۲۰۱۵)
- دو ۱۰٬۰۰۰ متر – ۳۱:۱۴٫۵۲ (هنگلو ۲۰۱۶)

جاده‌ای
- دوی ۱۰ کیلومتر - ۳۲:۰۷ (جزیره پناهگاه، نیویورک ۲۰۱۷)
- نیمه ماراتن - ۱:۰۵:۳۶ (منامه ۲۰۲۱)
- ماراتن - ۲:۱۸:۱۱ (یوجین، اورگن ۲۰۲۲)